# ГЕС Cháijiāxiá
ГЕС Cháijiāxiá (柴家峡水电站) — гідроелектростанція на півночі Китаю у провінції Ганьсу. Знаходячись між ГЕС Hékǒu (вище по течії) та ГЕС Xiǎoxiá, входить до складу каскаду на одній з найбільших річок світу Хуанхе.
У межах проєкту річку перекрили греблею висотою 33 метри та довжиною 339 метрів. Вона виконана переважно як бетонна споруда, проте включає також невелику насипну ділянку із геомембраною на лівому березі. Гребля утримує водосховище з об'ємом 16,6 млн м3 та припустимим коливанням рівня поверхні між позначками 1548,5 та 1550,5 метра НРМ (під час повені до 1553,1 метра НРМ).
Інтегрований у греблю машинний зал обладнали чотирма бульбовими турбінами потужністю по 24 МВт, які використовують напір у 6,8 метра та забезпечують виробництво 491 млн кВт·год електроенергії на рік.